# Dichiarazione di Berlino (2007)

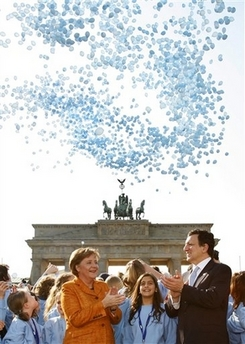
Angela Merkel e il presidente della Commissione europea Barroso a Berlino per i 50 anni dell'Europa unita.

La dichiarazione di Berlino (ufficialmente la "dichiarazione in occasione del 50º anniversario della firma del trattato di Roma) è un testo dell'Unione europea firmato il 25 marzo 2007 a Berlino (Germania) per celebrare i 50 anni dalla firma del trattato di Roma, dal quale venne fondata la Comunità economica europea, predecessore dell'odierna Unione europea.

## Oltre la Costituzione europea
Il testo è stato concepito con la speranza di portare a un futuro raggiungimento del consenso riguardo all'approvazione della costituzione europea, processo bloccato dall'esito negativo dei referendum di Francia e Paesi Bassi. Di fatto il testo non menziona la costituzione per nome, ma provvede semplicemente a chiamare un "raggiungimento di una base comune" in tempo per le elezioni europee del 2009. La dichiarazione è stata determinante per il raggiungimento del consenso sul nuovo testo del Trattato di riforma, successivamente chiamato Trattato di Lisbona, che permetterà di andare oltre la Costituzione.

## Firme della dichiarazione
Introdotta dalla frase "Noi, cittadini dell'Unione Europea", è stata firmata dai Presidenti delle tre maggiori istituzioni europee:
- Hans-Gert Pöttering come Presidente del parlamento europeo.
- Angela Merkel come Presidente del consiglio europeo (carica comunemente indicata come presidente di turno dell'Unione europea).
- José Manuel Durão Barroso come Presidente della commissione europea.

Questo evento è senza precedenti, e di grande importanza simbolica per l'Unione europea poiché una dichiarazione di indubbia rilevanza è stata firmata solo dai rappresentanti delle istituzioni europee invece che da quelli dei paesi membri, rappresentando uno spostamento simbolico di potere in favore delle istituzioni.

## Critiche
La dichiarazione è stata criticata dal papa Benedetto XVI per la mancata menzione della cristianità. La Polonia originariamente pose il veto su tale dichiarazione, a causa della omissione delle origini cristiane; ma in secondo luogo ritirò il veto avendo raggiunto un accordo.

## Traduzione
In tedesco la frase "Wir Bürgerinnen und Bürger der Europäischen Union sind zu unserem Glück vereint" avrebbe lo stretto significato della frase "Noi, cittadini dell'unione europea, siamo stati uniti nella nostra fortuna/felicità". In alcune traduzioni, come inglese e danese, il richiamo a "fortuna/felicità" è stato sostituito con "per il meglio". Pare che sia stata una traduzione voluta, per essere meno emotiva.

## Testo italiano
L'Europa è stata per secoli un'idea, una speranza di pace e comprensione. Oggi questa speranza
si è avverata. L'unificazione europea ci ha permesso di raggiungere pace e benessere. È stata
fondamento di condivisione e superamento di contrasti. Ogni membro ha contribuito ad
unificare l'Europa, a consolidare la democrazia e lo stato di diritto. Se oggi l'Europa ha superato
definitivamente un'innaturale divisione, lo dobbiamo all'amore per la libertà dei popoli
dell'Europa centrale e orientale. L'integrazione europea è l'insegnamento tratto da conflitti
sanguinosi e da una storia di sofferenze. Oggi viviamo assieme come mai è stato possibile in
passato.
Noi cittadini dell'Unione europea siamo, per nostra felicità, uniti.
L'Unione europea ci consente di realizzare i nostri ideali comuni: per noi l'essere umano è al
centro. La sua dignità è inviolabile. I suoi diritti inalienabili. Donne e uomini hanno pari diritti.
Aspiriamo alla pace e alla libertà, alla democrazia e allo stato di diritto, al rispetto reciproco e
all'assunzione di responsabilità, al benessere e alla sicurezza, alla tolleranza e alla
partecipazione, alla giustizia e alla solidarietà.
L'Unione europea concreta un'unicità di vita e di azione comune. Ciò si esprime nella
coesistenza democratica di Stati membri e istituzioni europee. L'Unione europea si fonda sulla
parità e sull'unione solidale. Rendiamo così possibile un giusto equilibrio di interessi tra gli
Stati membri.
L'Unione europea è salvaguardia dell'autonomia e delle diversità delle tradizioni dei suoi
membri. L'apertura delle frontiere, la vivace molteplicità di lingue, culture e regioni sono per
noi un arricchimento. Molti obiettivi non possono essere conseguiti con un'azione individuale:
la loro realizzazione ci impone un'azione collettiva. L'Unione europea, gli Stati membri e le loro
regioni e comuni si dividono i compiti.
Siamo di fronte a grandi sfide che non si arrestano ai confini nazionali. L'Unione europea è la
nostra risposta a queste sfide. Soltanto assieme potremo salvaguardare anche in futuro il nostro
ideale europeo di società a beneficio di tutti i cittadini dell'Unione europea. Questo modello
europeo coniuga successo economico e responsabilità sociale. Il mercato comune e l'Euro ci
rendono forti. Potremo così modellare secondo i nostri valori la crescente interconnessione delle
economie a livello mondiale e la sempre maggiore concorrenza sui mercati internazionali. La
ricchezza dell'Europa è racchiusa nelle conoscenze e nelle competenze dei suoi cittadini: è
questa la chiave per la crescita, l'occupazione e la coesione sociale.
Lotteremo assieme contro il terrorismo, la criminalità organizzata e l'immigrazione illegale.
Anche nella lotta contro i loro oppositori difenderemo il diritto alla libertà e i diritti civili.
Razzismo e xenofobia non devono trovare mai più terreno fertile.
Ci impegniamo affinché si trovino soluzioni pacifiche ai conflitti nel mondo e gli esseri umani
non divengano vittime di guerre, terrorismo o violenze. L'Unione europea vuole promuovere la
libertà e lo sviluppo nel mondo. Vogliamo far arretrare la povertà, la fame e le malattie. In tale
contesto vogliamo continuare a svolgere un ruolo trainante.
Vogliamo portare avanti assieme la politica energetica e la protezione del clima e contribuire a
sconfiggere la minaccia globale rappresentata dal cambiamento climatico.
L'Unione europea dipenderà anche in futuro dalla sua apertura e, nel contempo, dalla volontà
dei suoi membri di consolidare assieme lo sviluppo interno dell'Unione stessa. L'Unione
europea continuerà a promuovere la democrazia, la stabilità e il benessere anche al di là dei suoi
confini.
Con l'unificazione europea si è realizzato un sogno delle generazioni che ci hanno preceduto. La
nostra storia ci ammonisce a difendere questo patrimonio per le generazioni future. Dobbiamo a
tal fine continuare a rinnovare tempestivamente l'impostazione politica dell'Europa. È in questo
spirito che oggi, a 50 anni dalla firma dei trattati di Roma, siamo uniti nell'obiettivo di dare
all'Unione europea entro le elezioni del Parlamento europeo del 2009 una base comune
rinnovata.
Perché l'Europa è il nostro futuro comune.